# Autobiografia di un finto assassino
Autobiografia di un finto assassino (True Memoirs of an International Assassin) è un film del 2016 diretto da Jeff Wadlow.
Il film è scritto da Jeff Morris e Wadlow e interpretato da Kevin James, Zulay Henao, Andy García, Maurice Compte, Kelen Coleman, Andrew Howard e Rob Riggle. Il film è stato distribuito su Netflix l'11 novembre 2016.

## Trama
Sam Larson, scrittore amatoriale, si ritrova invischiato in una lotta fra la CIA, trafficanti di droga russi, rivoluzionari e membri del governo venezuelano quando il suo romanzo, "Le memorie di un assassino internazionale", viene pubblicato come romanzo autobiografico con il titolo "Le vere memorie di un assassino internazionale" e viene scambiato per il vero assassino soprannominato "Il Fantasma".

## Produzione
La sceneggiatura del film, intitolata "The True Memoirs of an International Assassin" e scritta da Jeff Morris, fu inserita tra le migliori sceneggiature non prodotte del 2009. Il 6 maggio 2015 Kevin James venne annunciato come protagonista del film. Jeff Wadlow venne scelto come regista. Il 19 maggio 2015 venne annunciato che Netflix aveva acquistato i diritti di distribuzione globale del film alla 68ª edizione del Festival di Cannes.
Nell'ottobre 2015 Génesis Rodríguez entrò nel cast per interpretare la protagonista femminile, un'agente della DEA sotto copertura. Nel novembre 2015 Andy García si aggiunse al cast come interprete di El Toro.
Le riprese principale del film cominciarono il 16 novembre 2015 ad Atlanta. Il 23 novembre Rodriguez fu costretta a lasciare il film a causa di un infortunio accaduto durante le prove. Nello stesso giorno Variety riportò che Zulay Henao avrebbe sostituito Rodriguez come protagonista femminile. Le riprese sono continuate nella Repubblica Dominicana. Nel dicembre 2015 si aggiunse al cast Kim Coates. Le riprese terminarono il 12 febbraio 2016. Nello stesso mese fu annunciato il resto del cast, che comprende Maurice Compte, Kelen Coleman, Andrew Howard, Rob Riggle, Leonard Earl Howze e Yul Vazquez.

## Distribuzione
Il film è stato distribuito l'11 novembre 2016 su Netflix, in tutti i territori in cui il servizio è disponibile.